# Rusty rendbehozza
A Rusty rendbehozza (eredeti cím: Rusty Rivets) 2016 és 2020 között vetített kanadai televíziós 3D-s számítógépes animációs akciósorozat, amelyet Joshua Fisher és Michael O'Hare alkotott.
Az 1. évad volt az utolsó projektje az Arc Productionsnek, mert megszűnt, és helyét a Jam Filled Toronto vette át 2016 augusztusában.
Kanadában a Treehouse TV mutatta be 2016. november 8-án. Magyarországon a Nick Jr. mutatta be 2017. március 13-án.

## Ismertető
Rusty Rivets, egy fiatal fiú, aki mérnöki tudását gépalkatrészek újrahasznosítására és kütyük készítésére használja. Sparkton Hills városában él barátjával, Ruby Ramirezzel és egy Roboszaurusz nevű robottal.

## Szereplők

### Főszereplők
| Szereplő     | Eredeti hang            | Magyar hang        |
| ------------ | ----------------------- | ------------------ |
| Rusty Rivets | Kyle Harrison Breitkopf | Berecz Kristóf Uwe |
| Ruby Ramirez | Ava Preston             | Vida Sára          |
| Roboszaurusz | Robert Tinkler          | Potocsny Andor     |
| Lézi         | Robert Tinkler          | Fellegi Lénárd     |
| Zúzi         | Julie Lemieux           | Szűcs Péter Pál    |
| Rudi         | Ron Pardo               | Forgács Gábor      |

### Mellékszereplők
| Szereplő      | Eredeti hang   | Magyar hang   |
| ------------- | -------------- | ------------- |
| Liam          | Samuel Faraci  | Vida Bálint   |
| Bájt          | Robert Tinkler | Szokol Péter  |
| Sammy         | Joshua Graham  | Berkes Bence  |
| Anna          | Helen King     | Vámos Mónika  |
| Betty         | Novie Ewards   | Réthy Zsazsa  |
| Higgins úr    | James Rankin   | Csuha Lajos   |
| Pörgi         | Julie Lemieux  | Laudon Andrea |
| Carl biztosúr | Jonathan Potts | Szabó Andor   |

### Magyar változat
- Bemondó: Korbuly Péter
- Magyar szöveg: Pintér Zsófia
- Dalszöveg: Császár Bíró Szabolcs
- Hangmérnök: Kállay Roland
- Vágó: Pilipár Éva
- Gyártásvezető: Újréti Zsuzsa
- Zenei-és szinkronrendező: Csere Ágnes
- Produkciós vezető: Koleszár Emőke

## Évados áttekintés
| Évad | Évad | Epizódok | Eredeti sugárzás  | Eredeti sugárzás   | Magyar sugárzás     | Magyar sugárzás     |
| Évad | Évad | Epizódok | Évadpremier       | Évadfinálé         | Évadpremier         | Évadfinálé          |
| ---- | ---- | -------- | ----------------- | ------------------ | ------------------- | ------------------- |
|      | 1    | 26       | 2016. november 8. | 2017. november 27. | 2017. március 13.   | 2018. január 18.    |
|      | 2    | 26       | 2018. január 9.   | 2019. június 1.    | 2018. augusztus 27. | 2019. augusztus 16. |
|      | 3    | 26       | 2020. március 2.  | 2020. majús 8.     | 2019. november 18.  | 2020. október 31.   |